# Mustafa Abdi
Mustafa Abdi (Doha, Catar, 2 de enero de 1984) es un exfutbolista de Catar que jugaba en la posición de defensa.

## Carrera

### Club
| Periodo   | Club            |
| --------- | --------------- |
| 2001-2007 | Al-Gharafa SC   |
| 2008-2010 | Al-Rayyan SC    |
| 2010–2017 | Al-Gharafa SC   |
| 2017–2018 | Umm-Salal SC    |
| 2018–2019 | Al-Arabi Doha   |
| 2019–2020 | Al-Shamal SC    |
| 2020      | Al-Mesaimeer SC |

### Selección nacional
Jugó para Catar en 23 ocasiones de 2007 a 2009 y anotó un gol, el cual fue en la derrota por 1-6 ante Costa de Marfil en un partido amistoso en Doha el 21 de noviembre de 2007. Participó en la Copa Asiática 2007.

## Logros
- Liga de fútbol de Catar (2): 2001-02, 2004-05
- Copa del Emir de Catar (4): 2001-02, 2010, 2011, 2012
- Copa del Príncipe de la Corona de Catar (3): 2010, 2011, 2012
- Copa del Jeque Jassem (2): 2005, 2007